# Piotr Sobczyński
Piotr Sobczyński (ur. 1970 we Wrocławiu) – polski dziennikarz i komentator sportowy. Przygodę z telewizją rozpoczął w 1995 roku. Wcześniej pracował jako nauczyciel języka angielskiego. Od 1998 prezenter sportu w TVP. Specjalizuje się w koszykówce, łyżwiarstwie figurowym, biathlonie oraz w hokeju na trawie. Na Zimowych Igrzyskach Olimpijskich w Salt Lake City komentował łyżwiarstwo figurowe i short track. Na Zimowych Igrzyskach Olimpijskich w Turynie komentował łyżwiarstwo figurowe. Na Letnich Igrzyskach Olimpijskich w Pekinie komentował turniej koszykarski oraz hokeja na trawie. Komentuje także kolarstwo. Jako reporter razem z Rafałem Patyrą wyjechał do Niemiec na Mistrzostwa Świata w Piłce Nożnej 2006, a także był współgospodarzem studia meczowego w TVP podczas Mistrzostw Świata w Piłce Nożnej 2010, 2014, 2018, Mistrzostw Europy w Piłce Nożnej 2000, 2012, 2020.
7 lutego 2010 poprowadził wraz z Ukrainką Mariją Jefrosyniną ceremonię losowania grup eliminacyjnych Euro 2012 w warszawskiej Sali Kongresowej. 2 grudnia 2011 poprowadził wraz z inną ukraińską dziennikarką Olhą Frejmut ceremonię losowania grup turnieju finałowego Euro 2012 w kijowskiej Ukraińskiej Akademii Sztuk Pięknych.
Na Letnich Igrzyskach Olimpijskich w Londynie komentował koszykówkę, triathlon oraz hokej na trawie, a także kolarstwo. Na Letnich Igrzyskach Olimpijskich w Rio de Janeiro komentował koszykówkę, triathlon i kolarstwo. Na Letnich Igrzyskach Olimpijskich w Tokio komentował kolarstwo i koszykówkę. 
Na Zimowych Igrzyskach Olimpijskich w Soczi komentował głównie biathlon, ale poprowadził również relacje łyżwiarstwa figurowego z Przemysławem Babiarzem. Na Zimowych Igrzyskach Olimpijskich w Pjongczang również komentował biathlon i łyżwiarstwo figurowe. Na Zimowych Igrzyskach Olimpijskich w Pekinie także komentował biathlon i łyżwiarstwo figurowe.